# Artur Adson
Artur Adson (született Karl Arthur Adson; Tartu, 1889. február 3. – Stockholm, 1977. január 5.) észt költő, író és színházi kritikus.

## Élete

### Korai évek
Tartuban született 1889. február 3-án, kisgyermekként a rokonainál nőtt fel. Az árvák alapfokú iskolájába járt Tartuban és Sännában. Võruban a megyei iskolát, Pszkovban a földmérőképző iskolát (1910) végezte el. A diploma megszerzése után először Pszkovban dolgozott földmérnökként. 1925–26-ban irodalmat tanult a Tartui Egyetemen. Újságíró és színházi kritikus is volt Észtországban és Oroszországban. 1913-ban találkozott jövendőbeli feleségével, Marie Underrel, akivel 1927-ben házasodtak össze. 1935-től az Észt Művelődésügyi Minisztérium propagandaosztályán dolgozott. 1939-ben elnyerte az Észt Köztársaság Fehér Csillag érdemrendjének IV. osztályát.

### Irodalmi karrier
1917-ben jelent meg első verseskötete, melyet még hat követett. Ugyanettől az évtől kezdve a Siuru irodalmi mozgalom tagja volt, amely nagy befolyást gyakorolt az észt irodalomra. Később szintén aktívan tevékenykedett a Tarapita mozgalomban. Ezen felül az egyik legkiemelkedőbb költő volt, aki dél-észt nyelvjárásban írt, ő lett az észt nyelvjárási líra úttörője. Mint konzervatív színházi és irodalomkritikus befolyást gyakorolt az Észt Köztársaság kulturális életére. A két világháború közötti észt drámairodalom jelentős alakja.

### Száműzetés
1944-ben, Észtország  szovjet megszállásakor Artur Adson és felesége száműzetésbe menekült Svédországba. Ott talált levéltárosi állást magának. Mindketten továbbra is érdeklődtek az észt irodalom iránt. Adson 87 éves korában Stockholmban halt meg. A feleségével közös sírban a Skogskyrkogården temetőben nyugszanak.

## Művei

### Versek

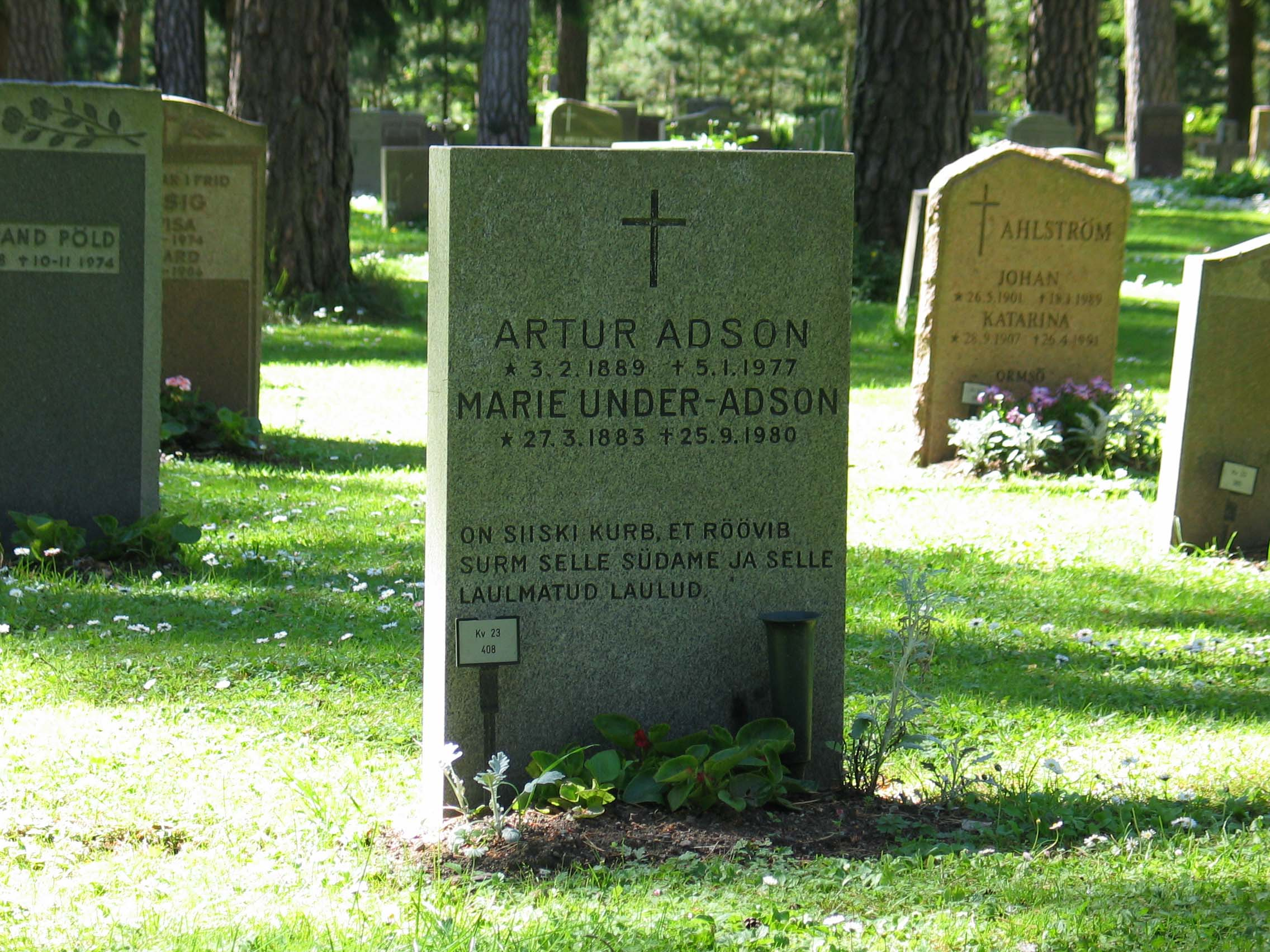
Artur Adson és Marie Under sírja Stockholmban

- Henge palango (1917) A lélek tüze
- Vana laterna (1919)
- Roosikrants (1920)
- Kaduvik (1927)
- Katai, kibuvits Nink Kivi (1928)
- Pärlijõgi (1931)
- Lehekülg ajaraamatust (1937)
- Värsivakk (1959) Versvéka
- Rahumäe kannel (1973)
- Luuletused (1990)

### Drámák
- Läheb mööda (1923)
- Toomapäev (1928)
- Neli Kuningat (1931)
- Lauluisa yes Kirjaneitsi (1930) Dalapó és a Költőlány
- Iluduskuninganna (1932)
- Elav kapital (1934)
- Karu läheb mee lõksu (1936)
- Üks tuvi lendab merele (1937)

### Emlékiratok
- Käsikivi (1922)
- Neli veskit (1946) Négy malom
- Väikelinna moosekant (1946) Egy kisváros ízei
- Ise idas – silmad läänes (1948) Önmaga kelet - szem a nyugaton
- Siuru-raamat (1949, 2007) Siuru-könyv
- Reisiraamat (1950) Utazási könyv
- Lahkumine (1951, 1990, 1994) Kilépés
- Kadunud maailm (1954) Az elveszett világ

## Fordítás
- Ez a szócikk részben vagy egészben  az   Artur Adson című angol Wikipédia-szócikk ezen változatának fordításán alapul.  Az eredeti cikk szerkesztőit annak laptörténete sorolja fel. Ez a jelzés csupán a megfogalmazás eredetét és a szerzői jogokat jelzi, nem szolgál a cikkben szereplő információk forrásmegjelöléseként.